# Bruniranje
Bruníranje je način protikorozijske mehanske zaščite kovin, ki temelji na kemijski spremembi površine kovine z različnimi snovmi. Za razliko od galvanizacije, pri katerem površine kovinskih predmetov s pomočjo elektrolize prevlečemo s tanko plastjo druge kovine, zaradi česar se spremeni mera in druge mehanske lastnosti kovinskega predmeta, gre pri bruniranju za celostno zaščito. Pri bruniranju tako ni dodatnega nanosa na obdelovanec, zaradi česar ne pride do sprememb razsežnosti obdelovanega predmeta. Predmet po obdelavi tudi ne izgubi površinske trdnosti. Z dodatno zaščito (emulzija in posebna olja) se z bruniranjem dosega zaščita pred rjo.

## Uporaba
Bruniranje se lahko izvaja le na negalvaniziranih predmetih, obdelovanec pa po postopku postane značilno črne barve, ki ne odbija svetlobe. Dodatna prednost bruniranja pred galvaniziranjem je, da lahko brunirane dele brez vnaprejšnje priprave varimo, pri tem pa ne nastajajo strupeni plini. 
Bruniranje se uporablja predvsem v orožarstvu, kjer s tem hkrati zaščitimo orožje pred korozijo in hkrati preprečimo neželene odboje svetlobe. Razen na orožju se ta postopek uporablja tudi pri zaščiti strojnih delov, rezilnih in strojnih orodij, avtomobilskih delov, ležajev, vzmeti, pohištvenih delov, ...

## Postopek bruniranja

### Vroče bruniranje
- Očiščen jeklen predmet segrejemo glede na zahteve na temperaturo od 400 do 600 ºC in potopimo v laneno olje. Postopek večkrat ponovimo nato pa še vroč predmet namažemo z voskom da zapremo pore.

### Hladno bruniranje
- Obstajajo tudi različni načini hladnega bruniranja. V prvi vrsti se uporabljajo v ljubiteljske namene, saj je tovrstna obdelava manj obstojna. Pri hladnem bruniranju se zaščita največkrat izvaja s potapljanjem obdelovanca v selenov dioksid.